# 島津貴久
島津 貴久（しまづ たかひさ）は、戦国時代の武将。薩摩の守護大名・戦国大名。島津氏の第15代当主。

## 略歴
戦国大名としての島津氏の中興の祖である島津忠良（日新斎）の嫡男で、「島津の英主」と称えられる。島津氏第9代当主・島津忠国の玄孫にあたり、第14代当主・島津勝久の養子に入って島津氏第15代当主となった。薩摩守護職・大隅守護職・日向守護職。官位は従五位下修理大夫、陸奥守。
正室は肝付兼興の娘、彼女の死後後妻として入来院重聡の娘を迎える。他、側室に本田氏（島津家久の母）。

## 生涯

### 家督相続
永正11年5月5日（1514年5月28日）、薩摩島津氏の分家、伊作氏・相州家当主の島津忠良の長男として田布施亀ヶ城にて生まれる。この頃、島津氏は一門・分家・国人衆の自立化、さらには第12代当主・島津忠治、第13代当主・島津忠隆が早世し、第14代当主・島津勝久は若年のため、宗家は弱体化していた。
そこで勝久は相州家の忠良を頼り、大永6年（1526年）11月、貴久は勝久の養子となって島津本宗家の家督の後継者となった。大永7年（1527年）4月、勝久は忠良の本領である伊作に隠居し、貴久は清水城に入って正式に家督を継承した。

### 島津実久の台頭
加世田や出水を治める薩州家当主・島津実久はこれに不満を持ち、実久方で加治木の伊集院重貞・帖佐の島津昌久が叛旗を翻した。実父の島津忠良がこれらを討っている間に、島津実久方は北薩の兵が伊集院城を、加世田・川辺など南薩の兵が谷山城を攻略し、攻め落とした。さらに川上忠克を勝久のもとに送り、島津勝久の守護職復帰を説いた。貴久は鹿児島で攻撃され、夜に乗じて城を出て園田実明らと共に亀ヶ城に退いた。大永7年（1527年）5月に貴久は島津勝久との養子縁組を解消され、勝久は守護職の悔返（譲渡の無効）を宣言した。
従来、この一連の流れは近世の薩摩藩によって編纂された『島津国史』などによって実久の謀反として解釈されて通説となっていたが、実際には守護である勝久と先代当主であった兄（忠治・忠隆）の時代からの老中（家老）との間で対立があり、勝久は自分に近い者を老中として登用していた。勝久と貴久の縁組を推進したのは忠良の支援で本宗家の立て直しを図ろうとした後者の働きかけによるところが大きく、勝久の積極的な意思ではなかった。これに対して勝久に罷免された古くからの老中は貴久との縁組に反対して実久と結んだのである（伊集院重貞は勝久以前からの本宗家の老中であった）。このため、実久の挙兵を見た勝久は一転して考えを変えて守護職の悔返を図って自らの政治的権力の回復に乗り出したのであった。
ところが、勝久と老中達の対立は解消されないどころか却って深刻化し、老中達は実久を新たな本宗家の当主に擁立する動きを見せ始め、その結果、天文4年（1535年）には老中達は実久を迎え入れてクーデターを起こし、勝久を追放して実久を新しい本宗家当主・薩摩守護職にして擁立したのである。大隅国・日向国の国人の中でも実久を支持する動きがあり、実久は一時的ではあるが名実ともに守護としての地位を確立したのである（こうした事情はこの時期の古文書の研究から明らかになったもので、貴久による統一後に作られた島津氏の史書からは抹消されている）。
この間、島津忠良は薩摩半島南部の国人衆（「南方衆」）を味方に取り込んで薩摩半島の掌握に努めた。天文2年（1533年）、貴久は日置郡南郷城の島津実久軍を破って初陣を上げている。そんな中で起きた島津本宗家のクーデターが発生し、守護を追われた勝久が再び忠良・貴久父子と結んだのである。一方、新しく守護になった実久から見ても守護所のある清水城（鹿児島）は薩摩半島の付け根にあり、忠良・貴久父子の存在は脅威であった。このため、両者の間で戦いが始まるが、実久の本拠地であった出水と鹿児島の間には距離があり、その間には渋谷氏一族（祁答院・入来院・東郷の諸氏）の支配地域があった。忠良は渋谷氏一族と結んで実久を牽制したのである。

### 薩摩統一
天文5年（1536年）、反攻を開始した忠良・貴久父子は伊集院城を奪還し、天文6年（1536年）に鹿児島に進撃して、入城した。続いて、天文7年（1538年）から翌にかけて、南薩における実久方の最大拠点・加世田城を攻略し、攻め落とした。そして、天文8年（1539年）に紫原において決戦が行われて実久方を打ち破った。実久は再起を期すために出水に撤退して守護としての実質を失い、そもそもの混乱の発端であった勝久も鹿児島に復帰する支持を得る事が出来ず、母方の大友氏を頼り豊後国へ亡命していった。ここに相州家出身の貴久は鹿児島及び薩摩半島を平定して薩摩守護としての地位を確立するとともに、戦国大名として国主の座についた。
ところが、忠良・貴久父子の急激な台頭は島津氏の一門や薩摩・大隅の国人衆に動揺を与えた。天文10年（1541年）になると、豊州家の島津忠広や肝付兼演・本田薫親（ともに勝久時代の老中）らが共謀し、豊州家以下13氏が勝久の子・益房を擁して貴久方である大隅・生別府（おいのびゅう）の樺山善久を攻めた。13氏の中にはこれまで貴久方であった筈の渋谷氏一族も含まれており、忠良・貴久父子に味方するのは南方衆や肝付兼続など少数に過ぎなかったが、辛うじてこれを撃退した。忠良・貴久父子は本田薫親に樺山氏を生別府から薩摩谷山に移封させてその空地を与えると持ち掛けて和睦し、13氏の連合を崩すことに成功した。天文14年（1545年）に入ると朝廷の上使である町資将が薩摩を訪問して貴久が同国の国主として朝廷に公認される形になった。また、同じ天文14年（1545年）には伊東氏の侵攻と家督相続問題を抱えた豊州家が貴久の保護を求めて従属し、天文18年（1549年）には肝付兼演が降伏、本田薫親は一度は和睦して貴久の老中に取り立てられるも独自の行動が多く、天正17年（1549年）に朝廷に対して勝手に官位を申請したことが叛逆とみなされて討伐・追放された。そして、出水で抵抗を続けていたとみられている島津実久も天文22年（1553年）に病死して後を継いだ義虎は貴久を守護として認めたのである。
天文19年（1550年）、貴久は伊集院城から鹿児島へと移るが、薩摩守護の島津氏の守護所であった清水城を避け新たに内城を築いて戦国大名島津氏の本城とした。天文21年（1552年）、貴久は歴代の島津氏本宗家当主が任官されていた修理大夫に任じられるとともに、自分の嫡男である忠良（貴久の実父と同名である）に将軍足利義輝から偏諱を授けられて「義辰」（後に「義久」と再改名）と名乗らせることに成功した。また、同年には実久の薩州家以外の島津氏一門・庶家から守護である貴久を中心に「一味同心」することを盟約した起請文が作成された。貴久が勝久から守護職を譲られてわずか1か月で悔返されてから25年、薩摩の国主としての地位を確立してから13年にして、ようやく朝廷・室町幕府および島津氏一門のほとんどから守護として名実ともに認められたのである。

### 大隅合戦
大隅は古くからの国人衆が多く、守護の支配権が長い間及ばない地域であった。これらは島津氏の領土拡大において多大な障害となっていた。天文23年（1554年）、島津氏の軍門に降った加治木城主の肝付兼盛（兼演の子）を蒲生範清・祁答院良重・入来院重朝・菱刈重豊らが攻めた。加治木を救援するために島津氏は貴久はじめ一族の多くが従軍した。貴久は祁答院氏のいる岩剣城を攻めることで、加治木城の包囲を解こうと考えた。島津軍は岩剣城を孤立化させた結果、蒲生範清・祁答院一族ら2000余人が押し寄せた。島津軍は蒲生軍を撃破し、祁答院重経・西俣盛家など50余人の首級を挙げた。
貴久は続いて、弘治元年（1555年）、帖佐平佐城を攻略し、弘治2年（1556年）、松坂城を攻略した。支城を3つ失った蒲生氏は本拠の蒲生龍ヶ城を火にかけて祁答院へと逃げ帰った。これにより貴久は西大隅を手中に治め、領土拡大の足掛かりにすることができた。

### 晩年
永禄9年（1566年）、剃髪して長子の義久に家督を譲り、自らは伯囿と号して隠居した。
元亀2年（1571年）、大隅の豪族である肝付氏との抗争の最中に加世田にて死去。享年58。大正9年（1920年）11月18日、従三位が贈られた。

## 人物・逸話
- 貴久は悲願の旧領三州（薩摩、大隅、日向）の回復こそ果たせなかったが、彼の遺志は息子達に受け継がれていた。義久は翌年には日向の伊東氏を木崎原で撃破。さらに次の年には肝付氏を服属させ、島津家は薩・隅・日三州の太守としての地位を確立させている。後に九州制覇を成し遂げた戦国大名島津家の基礎を形成したという意味で、父の忠良とともに「中興の祖」と並び称されている。
- 島津家は室町時代から明や琉球と交易をしており、貴久も琉球の尚元王と修好を結び、ポルトガル船などから銃や洋馬を輸入し、産業事業を興した。また、貴久は永禄中インド総督に親書を送るなど外交政策にも積極的に取り組んだ。鉄炮が種子島氏より献上されると数年後には実戦で利用している。天文18年（1549年）に来日したフランシスコ・ザビエルにキリスト教の布教許可を出している。しかし寺社や国人衆の反対が激しかったことや、期待したほどに南蛮船も訪れなかったことから、後に布教を禁止している。
- 史料上、鉄砲を実戦に初めて使用した戦国大名は貴久であるとされており、入来院氏との戦いが初見とされている。